# بيفولاري
بيفولاري هي قرية تقع في إقليم ياش في رومانيا وبلغ عدد سكانها 4,513 نسمة في عام 2002م.